# ひとひらの涙/カラフルジャンプ
「ひとひらの涙/カラフルジャンプ」は、J☆Dee'Zの7枚目のシングル。2017年11月22日にソニー・ミュージックレコーズから発売された。

## 概要
- 6thシングル「Melody」から約4ヶ月でのリリース。
- 今作は両A面シングルである。
- 表題曲の「ひとひらの涙」は、読売テレビ『浜ちゃんが!』2017年10月-11月期エンディング曲
- もう一つの表題曲「カラフルジャンプ」は、テレビ東京系アニメ『パズドラクロス』2017年7月- エンディング曲
- カップリング曲「横浜ラブストーリー」は、神奈川県横浜市をテーマにしたご当地ソング。テレビ神奈川（tvk）『関内デビル』2017年12月期テーマソング[1]
- 初回生産限定盤[2]と通常盤[3]での発売。

## 収録曲

### CD
1. ひとひらの涙
作詞：SoichiroK、Issa Hagiwara
作曲：SoichiroK、Nozomu.S
編曲：Soulife、後藤勇一郎、Nozomu.S
2. カラフルジャンプ
作詞：SoichiroK
作曲：SoichiroK、Nozomu.S
編曲：Soulife
3. 横浜ラブストーリー  
作詞：いしわたり淳治
作曲：福田和也
編曲：芳賀政哉、門脇大輔
4. ひとひらの涙-Instrumental-
  - 通常版のみ収録

### DVD
1. 「カラフルジャンプ」Short Music Video
2. 「Fun Time Funk!!!」Short Music Video
3. 「伝えたいこと、ちゃんと伝えなくちゃ」2017.07.19 LIVE ver.
4. 「Melody」2017.07.19 LIVE ver.
5. 「Dream Arch」2017.07.19 LIVE ver.

## タイアップ
| 楽曲               | タイアップ                                               |
| ------------------ | -------------------------------------------------------- |
| ひとひらの涙       | 読売テレビ『浜ちゃんが!』2017年10月-11月期エンディング曲 |
| カラフルジャンプ   | テレビ東京『パズドラクロス』2017年7月- エンディング曲    |
| 横浜ラブストーリー | テレビ神奈川『関内デビル』2017年12月期テーマソング       |